# 吴筱秋
吴筱秋（1940年6月14日—），中华人民共和国外交官，曾任中华人民共和国驻白俄罗斯共和国特命全权大使。